# رافائل اوبرادور
رافائل اوبرادور (انگلیسی: Rafael Obrador؛ زادهٔ ۲۴ فوریهٔ ۲۰۰۴) بازیکن فوتبال اهل اسپانیا است.
وی همچنین در تیم ملی فوتبال زیر ۱۶ سال اسپانیا بازی کرده‌است.